# Thomas Darnauzan
Pour les articles homonymes, voir Darnauzan.
Thomas Darnauzan, né le 13 novembre 1974 à Angoulême, en Charente, est un ancien joueur français de basket-ball. Il évolue aux postes de meneur et d’arrière. Il est le frère du basketteur Simon Darnauzan.